# Патріот Сейдіу
Патріот Сейдіу (алб. Patriot Sejdiu, нар. 5 травня 2000, Приштина, Сербія та Чорногорія) — косовський футболіст, вінгер шведського клубу «Мальме» та молодіжної збірної Косова.

## Ігрова кар'єра

### Клубна
Патріот Сейдіу народився у місті Приштина. У віці чотирьох років разом з родиною перебрався до Швеції, де й почав займатися футболом на аматорському рівні. У 2015 році футболіст приєднався до молодіжної команди клубу «Мальме». Сезон 2020 року для набору ігрової практики футболіст провів в оренді у клубі Супереттан «Далькурд».
Після оренди Сейдіу повернувся до «Мальме». У листопаді 2021 року він підписав з клубом трирічний контракт. Тоді ж він вперше потрапив в заявку першої команди на матч Аллсвенскан. Та вперше вийшов на поле Сейдіу у травні 2022 року, коли вийшов на заміну у матчі проти «М'єльбю».

### Збірна
У березні 2022 року Патріот Сейдіу дебютував у складі молодіжної збірної Косова.

## Титули
Мальме
 Переможець Кубка Швеції: 2021/22